# Фернандо де ла Серда
Фернандо (Фердинанд) де ла Серда (исп. Fernando de la Cerda; 23 октября 1255 — 25 июня 1275) — инфант Кастилии и Леона, старший сын и наследник короля Кастилии и Леона Альфонсо X Мудрого и Виоланты Арагонской, родоначальник рода де ла Серда.

## Биография
Своё прозвище «де ла Серда» («Щетина») Фернандо получил из-за того, что он родился с жёсткими как щетина волосами на груди (или на спине по другой версии).
В 1256 году Фернандо был провозглашён наследником короны. В десятилетнем возрасте Фернандо был обручён с французской принцессой Бланкой, дочерью короля Франции Людовика IX. Контракт был заключён 28 сентября 1266 года в Сен-Жермен-ан-Ле. Свадьба была сыграна двумя годами позже — 30 ноября 1268 года в Бургосе.
С 1271 года король Альфонсо X стал привлекать для помощи в управлении королевством.
В 1274 году король Альфонсо X уехал из Кастилии, оставив своим наместником Фернандо. В 1275 году эмир Гранады призвал на помощь Маринидов и вторгся в Кастилию. В нескольких битвах кастильцы были разбиты и были вынуждены отступить. На подмогу им выступил Фернандо, однако по дороге он заболел и 25 июля умер в Сьюдад-Реале, оставив двух малолетних сыновей.
Смерть Фернандо вызвала династический спор за наследование королевской короны в Кастилии и Леоне.
Тело Фернандо похоронили в монастыре Санта-Мария-ла-Риал-де-Лас-Хуэльгас де Бургос.

## Брак и дети
Жена: с 30 ноября 1268 года (Бургос) Бланка Французская (начало 1253 — 17 июня 1320/7 июня 1322), дочь короля Франции Людовика IX и Маргариты Прованской. Дети:
- Альфонсо (1270 — после 23 декабря 1324), сеньор де Люнель
- Фернандо (после 25 июля 1275—1322, после 1 июня), сеньор де Лара в 1315